# Kreuth (Eslarn)
Kreuth (nordbairisch: Kreith) ist ein Gemeindeteil des bayerischen Marktes Eslarn im Landkreis Neustadt an der Waldnaab im Regierungsbezirk Oberpfalz.

## Geographie
Das Dorf Kreuth liegt etwa  1,9 km östlich und 1,4 km südlich von Eslarn Zentrum entfernt.
Der Ort ist landwirtschaftlich geprägt.

## Fundort
Am 12. Oktober 2005 wurde beim Sägewerk Schmidt in Kreuth (TK 6441, NO 68-31, Fl.Nr. 1180), bei Grabungsarbeiten ein Silexabschlag aus Jurahornstein ergraben. Das Stück wurde von einer Knolle abgeschlagen und ist unretuschiert. Der Abschlag stammt möglicherweise aus dem ausklingenden Spät-Paläolithikum (nach Schönweiß), könnte aber auch mesolithisch sein. Die Größe ist 2,6 × 5,3 cm.

## Einwohnerentwicklung
Zum Stichtag 23. März 1913 (Osterfest) wurde Kreuth als Teil der Pfarrei Eslarn mit 15 Häusern und 94 Einwohnern aufgeführt.
Am 31. Dezember 1990 hatte Kreuth 55 Einwohner und gehörte zur Pfarrei Eslarn.